# Classe Kirov (1936)
Pour les autres classes de navires du même nom, voir Classe Kirov.
 (juin 2024).
Si vous disposez d'ouvrages ou d'articles de référence ou si vous connaissez des sites web de qualité traitant du thème abordé ici, merci de compléter l'article en donnant les références utiles à sa vérifiabilité et en les liant à la section « Notes et références ».
La classe Kirov est une série de trois paires de croiseurs légers soviétiques construits comme projet 26 (проекта 26) à partir de la fin des années 1930 pour la Marine soviétique. Son nom est un hommage à Sergueï Kirov un révolutionnaire bolchevik et homme politique soviétique assassiné en 1934.

## Historique

### Seconde Guerre mondiale

#### Flotte de la Baltique

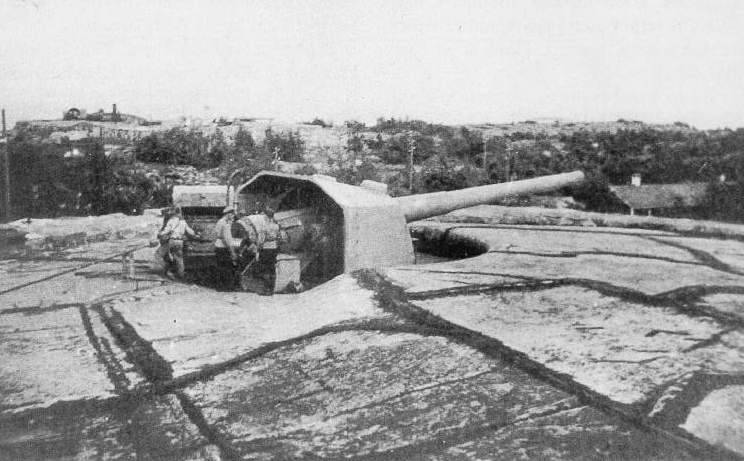
L'artillerie côtière finlandaise de 234 mm à Russarö lors d’un exercice militaire dans les années 1930.

Le Kirov a été mis en service dans la flotte de la Baltique à l'automne 1938, mais était encore en essais au début 1939. Il a navigué vers Riga le 22 octobre 1940 lorsque l'Union soviétique a commencé à occuper la Lettonie ; il part pour Liepāja le jour suivant. Durant la guerre d'Hiver, le 1er décembre 1939 eut lieu une première bataille navale dans le Golfe de Finlande près de l’île de Russarö à 5 km au sud d’Hanko. Les finlandais localisèrent le croiseur lourd Kirov, navire de tête de cette classe, et deux destroyers Stremitelnyi et Smetlivyi, approcha la batterie d'artillerie côtière fortifiée située sur l'île. La flotte fut prise à partie par quatre canons de 234 mm de l'artillerie côtière qui tirèrent 35 obus. Après cinq minutes de tir, le croiseur simplement endommagé par des coups à toucher qui provoquèrent 17 morts et 30 blessés fût obligé de se retirer, les destroyers restant intacts. Il y resta pendant le reste de la guerre d'hiver et fut ensuite en réparation à Cronstadt d'octobre 1940 au 21 mai 1941.

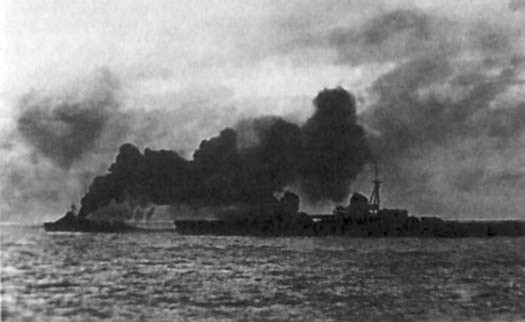
le croiseur "Kirov" sous couvert d'un écran de fumée à Tallin, août 1941

Le Kirov et le Maxim Gorky ont tous deux été transférés dans le golfe de Riga le 14 juin 1941, peu avant le début de l'opération Barbarossa. Les deux croiseurs étaient actifs dans les derniers jours de juin couvrant les opérations minières défensives soviétiques, mais le Gorky et ses trois destroyers d'escortes de classe Gnevny se sont heurtés au champ de mines "Apolda" posé par les Allemands. Le Maxim Gorky et le destroyer Gnevny ont tous deux été endommagés. Le Gnevny a coulé, tandis que Gorki est arrivé au port avant d'être transféré, avec assistance, à Tallinn puis à Cronstadt. Kirov le suivit à Tallinn à la fin du mois, après avoir été allégé pour traverser les bas-fonds de l'Archipel de Moonsund.

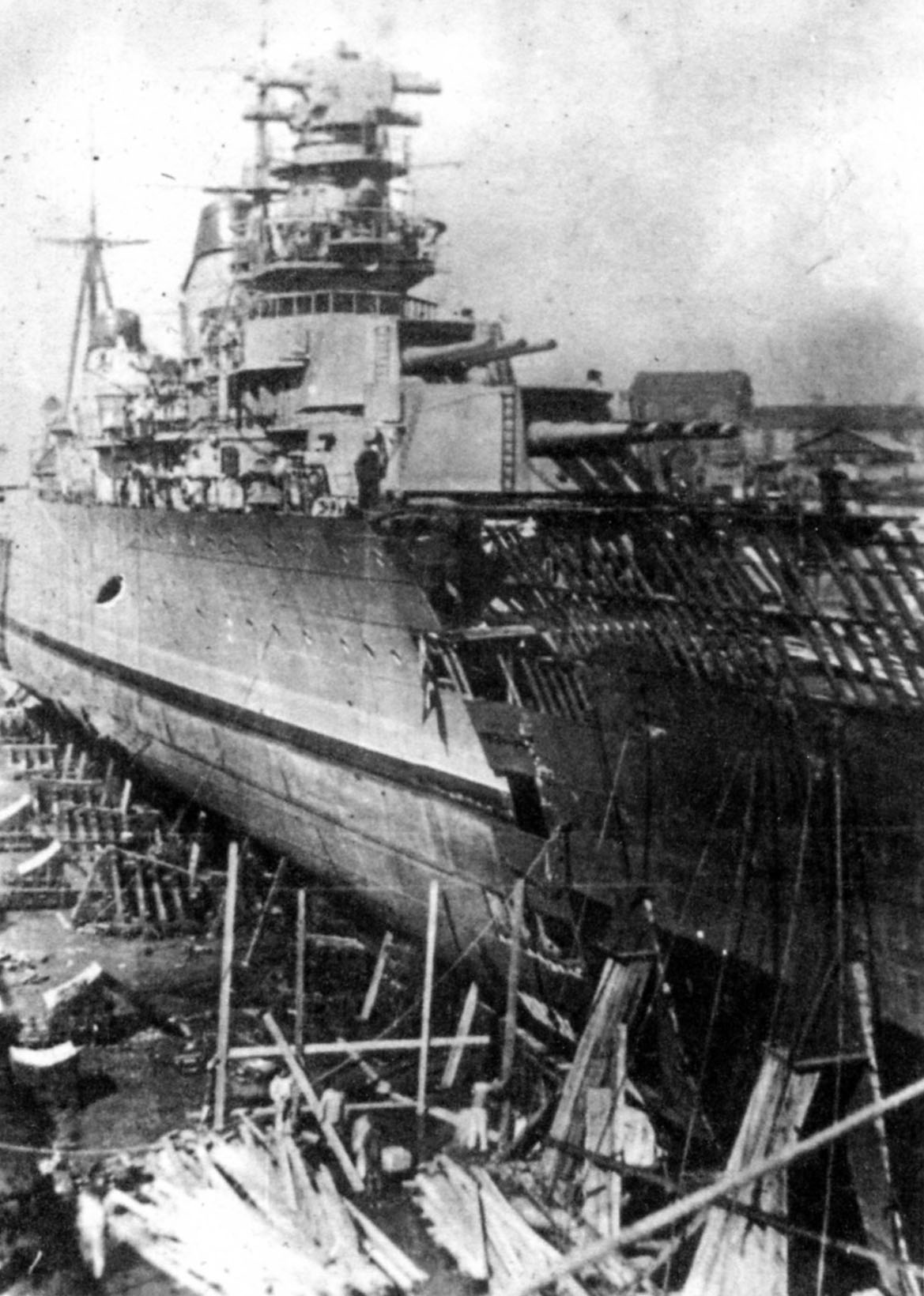
Le Maxim Gorky en 1941, réparations de la proue à Kronstadt

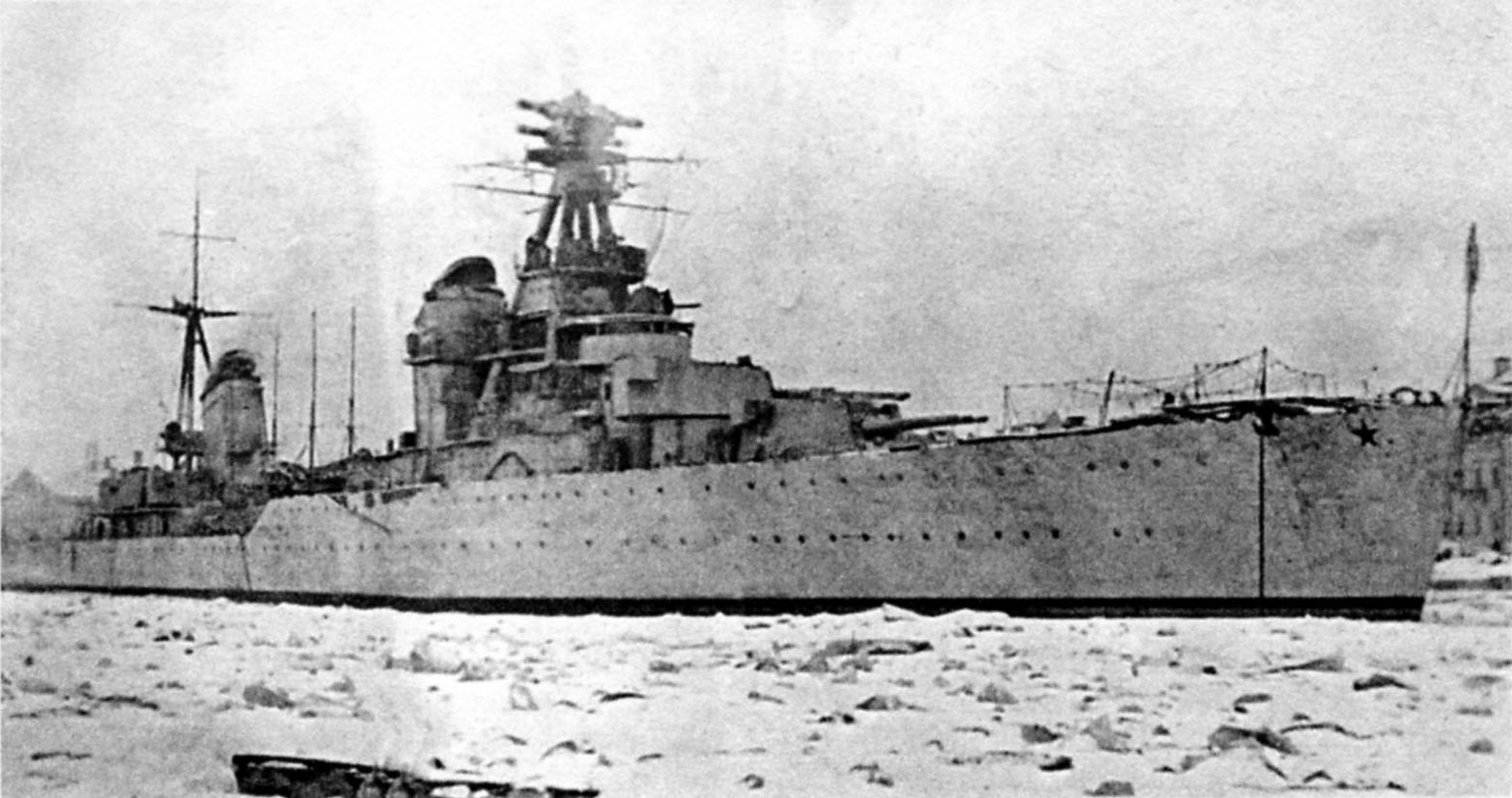
Le Kirov 1941-1942 à Leningrad

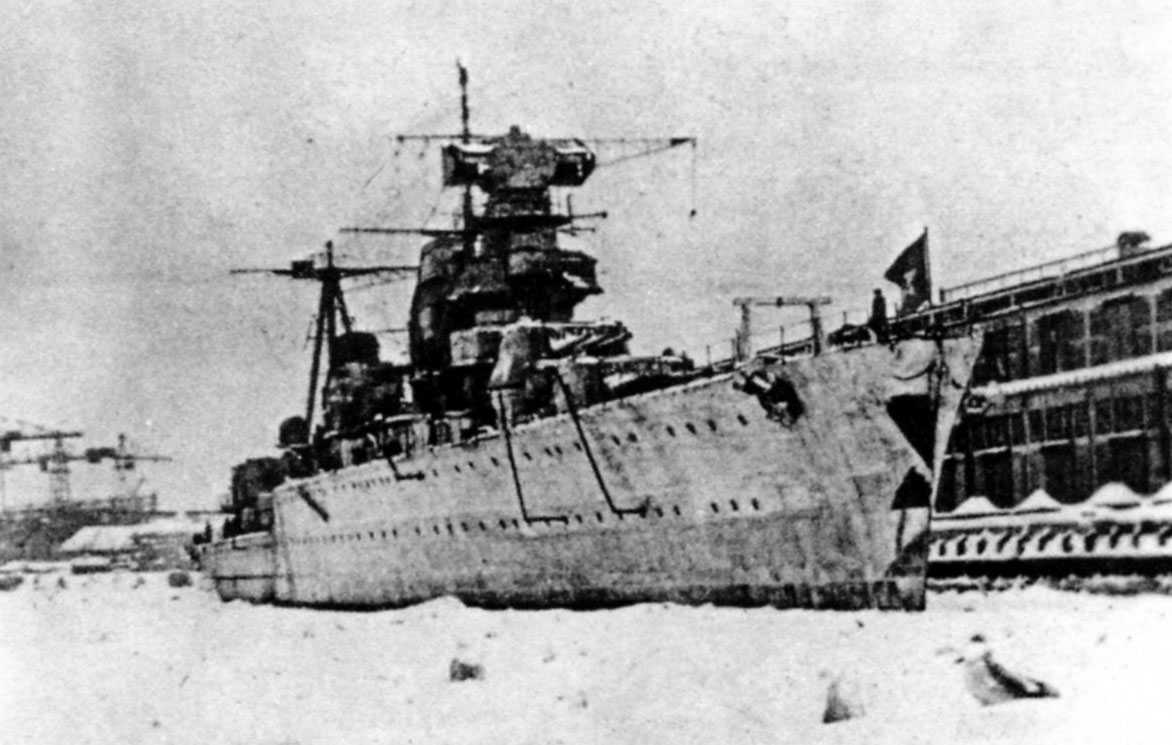
Le Maxim Gorky 1941-1942 à Leningrad

Le Gorky a fait fabriquer une nouvelle section de proue à Cronstadt qui a été accouplée avec le navire le 21 juillet. Le Kirov a fourni un soutien au tir pendant la défense de Tallinn et a servi de navire amiral de la flotte d'évacuation de Tallinn à Leningrad à la fin du mois d'août 1941. Pendant la majeure partie du reste de la guerre, les deux croiseurs ont été bloqués à Leningrad et à Cronstadt par les champs de mines de l'Axe et ne pouvaient fournir qu'un soutien de tir aux défenseurs pendant le siège de Leningrad et un soutien à l'offensive soviétique Vyborg-Petrozavodsk à la mi-1944. Les deux navires ont été endommagés par des attaques aériennes et d'artillerie allemandes, mais ont été réparés pendant la guerre.

#### Flotte de la mer Noire

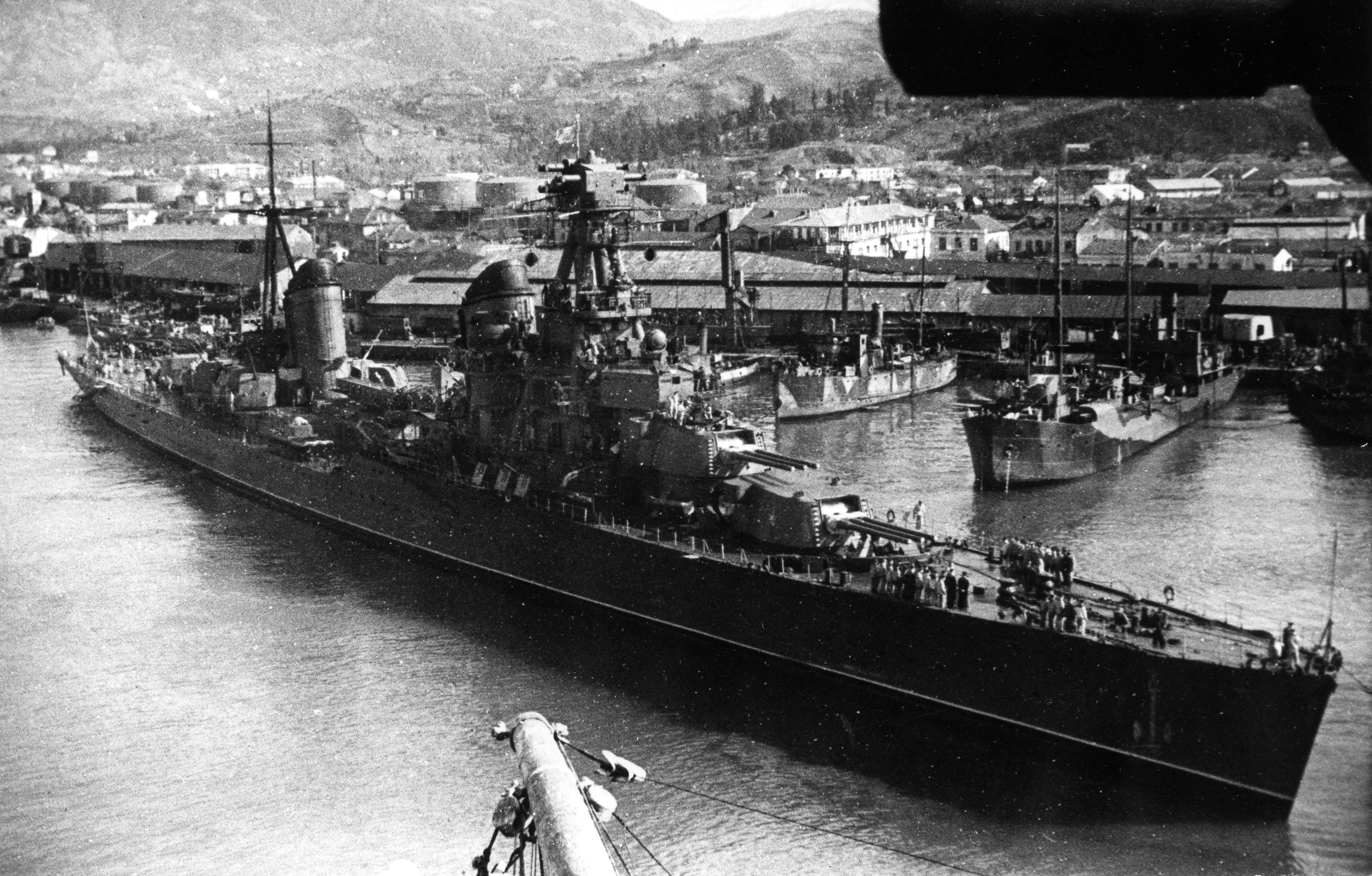
Le Voroshilov à Batoumi en 1942

Le 23 juin 1941, le Vorochilov a couvert les destroyers soviétiques bombardant Constanţa, mais le destroyer Moskva a été coulé par une mine et le Kharkov a été endommagé par des tirs de retour. Il a bombardé les positions de l'Axe près d'Odessa à la mi-septembre, mais a été transférée à Novorossiysk peu de temps après. Le 2 novembre, il est touché deux fois dans le port par des bombardiers Junkers Ju 88 du KG 51 ; un coup a déclenché un incendie dans le chargeur no 3 qui a été éteint par l'inondation à partir du deuxième coup. Il a dû être remorqué à Poti pour des réparations qui ont duré jusqu'en février 1942. Il a bombardé les positions de l'Axe près de Feodosiya le 2 avril 1942, mais a été endommagé par quelques accidents le 10 avril et a dû retourner à Batoumi pour des réparations. En mai, il a soutenu les troupes soviétiques autour de Kertch et de la péninsule de Taman tout en aidant à transférer la 9e brigade d'infanterie navale de Batoumi à Sébastopol. Le 29 novembre 1942, il a été endommagé par des explosions de mines à proximité lors du bombardement de l'Île des Serpents, mais a réussi à retourner à Poti par ses propres moyens. Juste après la fin de ses réparations, il aida les forces soviétiques à arriver derrière les lignes allemandes pendant la Bataille du Caucase à la fin de janvier 1943. L'aviation allemande provoquant La perte de trois destroyers tentant d'interdire l'évacuation allemande de la tête de pont de Taman le 6 octobre 1943 obligea Staline à interdire le déploiement de grandes unités navales sans son autorisation expresse, ce qui signifiait la fin de la participation active du Vorochilov à la guerre.

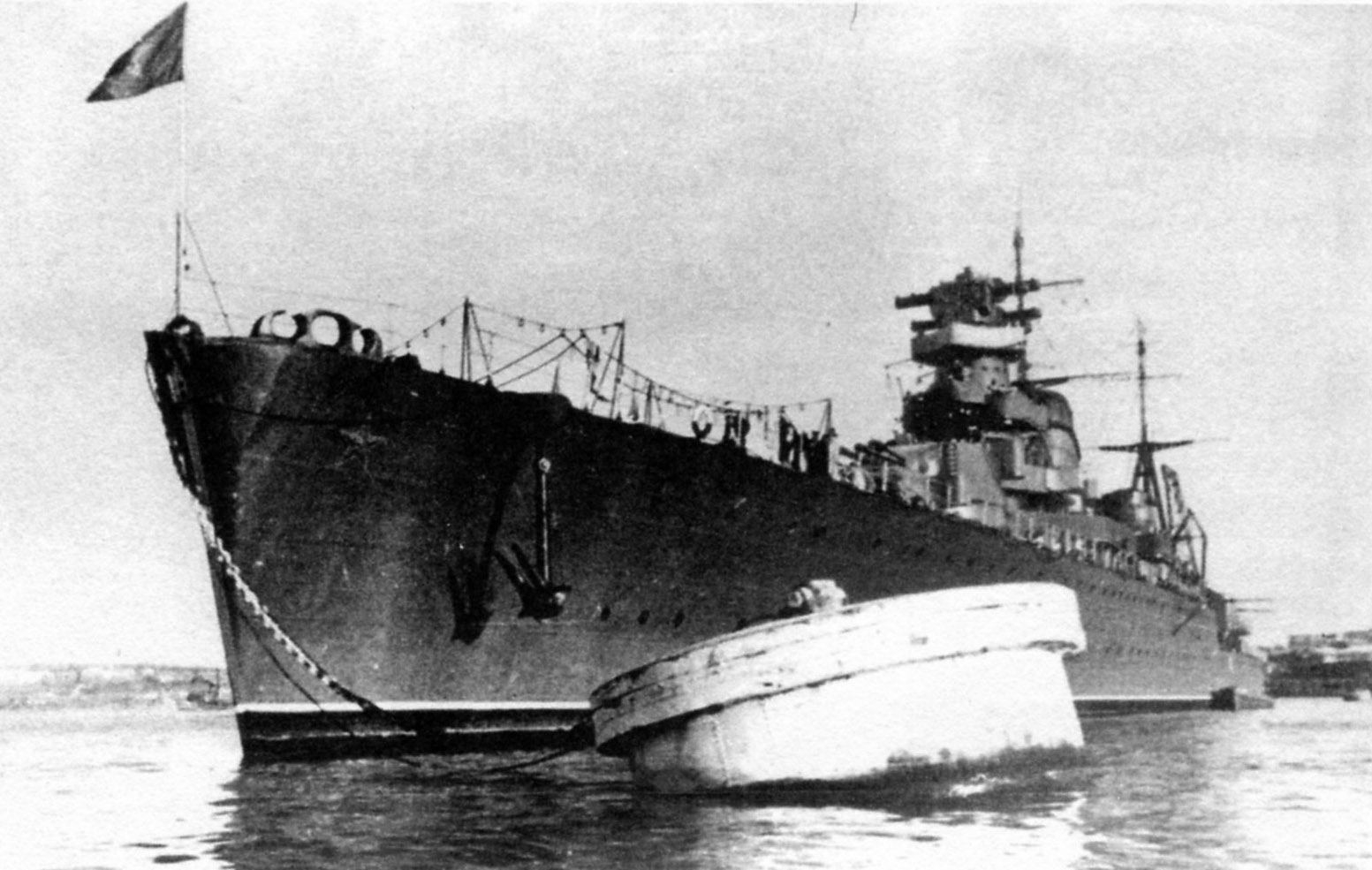
Le Molotov à Sébastopol en 1941

Le Molotov a été mis en service juste avant l'invasion allemande et a passé la majeure partie de 1941 à se déplacer de port en port pour faire profiter de son radar d'avertissement aérien, le premier installé dans la marine soviétique. Il a bombardé les positions de l'Axe près de Feodosiya début novembre et a été envoyée pour renforcer Sébastopol avec des éléments de la 386e division de fantassins de Poti. Endommagé par un certain nombre d'obus lors du déchargement des troupes le 29 décembre, il repartit néanmoins avec 600 blessés à son départ. Il a repris son rôle de transporteur au cours de la première semaine de janvier. Sa coque a été endommagée lors d'une forte tempête à Tuapse lorsqu'il a été propulsé contre la jetée entre le 21 et 22 janvier 1942. Il a passé la majeure partie du mois suivant en réparation, bien que sa coque n'ait pas pu être redressée, ce qui a réduit sa vitesse de plusieurs nœuds. Après avoir effectué un certain nombre de sorties de bombardement à l'appui des troupes soviétiques sur la péninsule de Kertch, il est retourné à Poti pour des réparations plus permanentes le 20 mars. En juin, il a effectué un certain nombre de courses de transport à l'appui de la garnison de Sébastopol. Le 2 août, sa poupe a été emportée par des bombardiers torpilleurs agissant de concert avec des vedettes torpilleurs italiennes MAS. Les dommages ont réduit sa vitesse à 10 nœuds (19 km/h) et il a dû être dirigé par ses moteurs. Il était en réparation à Poti jusqu'au 31 juillet 1943, utilisant des pièces hétéroclites: la poupe du croiseur incomplet de Classe Tchapaïev Frunze, le gouvernail du croiseur incomplet Zheleznyakov, le gouvernail du classe Kirov Kaganovitch (alors en construction à l'est) et le capteur de direction du sous-marin de classe Leninets L-25. Il n'a vu aucune action après avoir terminé ses réparations en raison de l'ordre de Staline.

#### Flotte du Pacifique
Même si le Lazar Kaganovich et le Kalinin ont tous deux été commandés avant la fin de la guerre, ils n'ont vu aucune action lors de l'invasion soviétique de la Mandchourie en 1945 ; en tout état de cause, le Lazar Kaganovich n'a été entièrement achevé que le 29 janvier 1947.

### Carrières d'après-guerre
Le Kirov est endommagé par une mine magnétique allemande en quittant Cronstadt le 17 octobre 1945. Il est en réparation jusqu'au 20 décembre 1946. Réaménagé de novembre 1949 à avril 1953, son moteur est entièrement révisé, avec ses radars, ses systèmes de conduite de tir et ses canons antiaériens. ceux-ci sont remplacés par les derniers systèmes soviétiques. Il a été reclassé en tant que croiseur d'entraînement le 2 août 1961, a régulièrement visité la Pologne et l'Allemagne de l'Est, puis vendu à la ferraille le 22 février 1974. Deux de ses tourelles de canon ont été installées à Saint-Pétersbourg en tant que monument.
Le Maxim Gorky a testé le premier hélicoptère naval soviétique, le Kamov Ka-10, en décembre 1950 et a commencé son radoub à la mi-1953. Prévu un peu comme celui du Kirov, bien que son déplacement devait augmenter de 1 000 tonnes (984 tonnes longues) à partir des renflements de torpilles, avec des pénalités conséquentes pour sa vitesse et sa portée. La Marine a réévalué la portée des travaux en 1955, l'a jugée insuffisante pour créer un navire entièrement moderne et a suspendu le radoub. Gorky a été vendu à la ferraille le 18 avril 1959 après qu'il a été décidé qu'il n'était pas nécessaire comme navire d'essai de missiles.

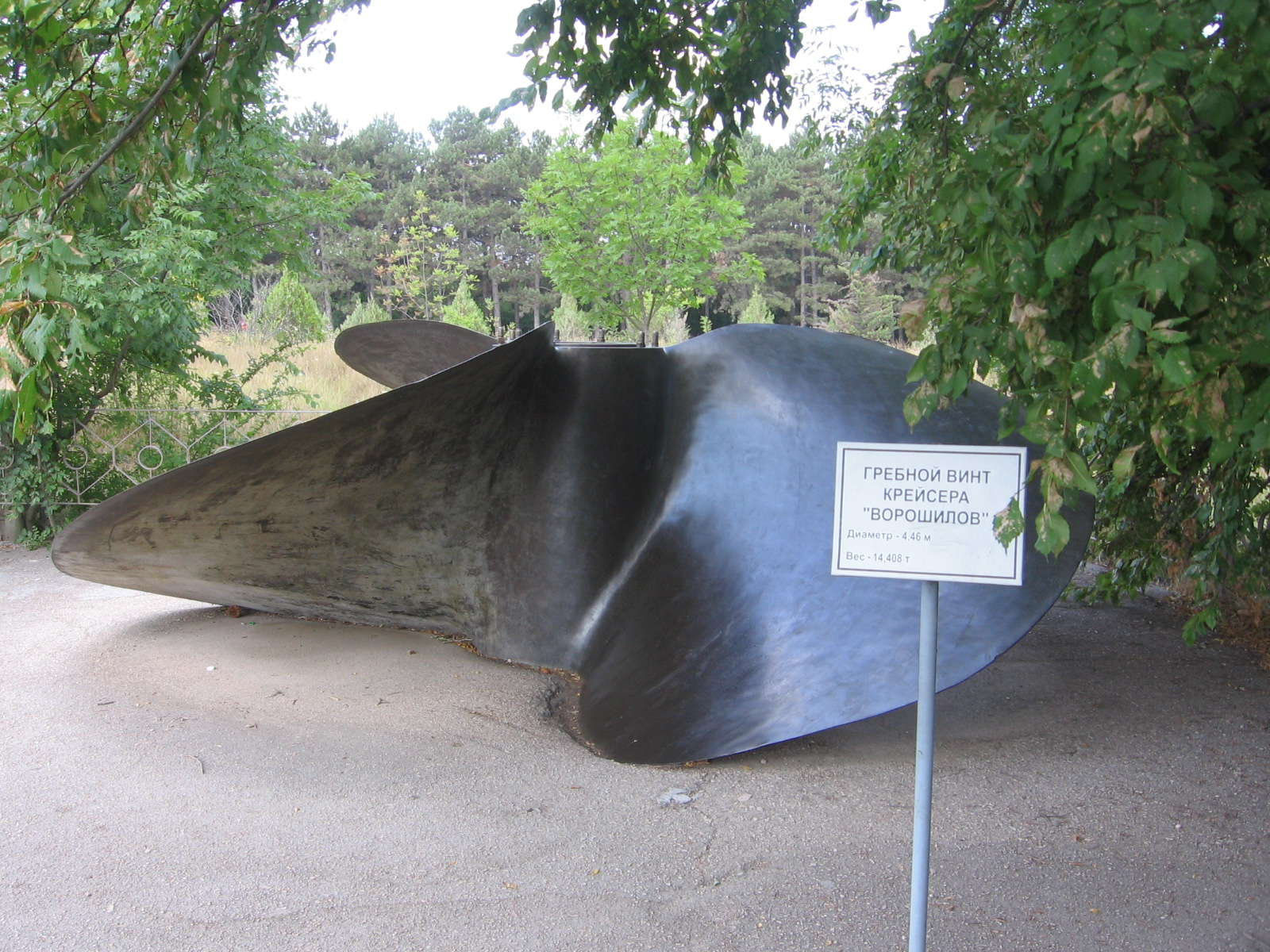
Hélice du Voroshilov au Musée du Mont Sapoune

Le Vorochilov a commencé sa modernisation d'après-guerre en avril 1954, mais a rencontré les mêmes problèmes que le Maxim Gorky. Contrairement à son sister-ship, il a été sélectionné pour être converti en banc d'essai pour le développement de missiles en tant que projet 33 le 17 février 1956. Le processus de conversion a été assez long, car son armement a été retiré et il a reçu une superstructure et des mâts entièrement nouveaux; il n'a été remis en service sous le nom d'OS-24 que le 31 décembre 1961. Il a été modernisé dans le cadre du projet 33M du 11 octobre 1963 au 1er décembre 1965. Convertie en caserne flottante le 6 octobre 1972, il a été brièvement renommé PKZ-19 avant d'être vendu à la ferraille le 2 mars 1973. L'hélice de 14 tonnes et l'ancre d'arrêt de 2,5 tonnes du Vorochilov sont exposées au Musée de la défense héroïque et de la libération de Sébastopol sur le Mont Sapoune à Sébastopol.
Le Molotov a subi un incendie dans la salle de manutention de la tourelle no 2 le 5 octobre 1946 qui a nécessité l'inondation du magasin; 22 marins ont été tués et 20 blessés. Il a servi de banc d'essai pour les nouveaux radars destinés aux croiseurs de Classe Tchapaïev et Sverdlov à la fin des années 1940. Modernisée comme son sister-ship Kirov entre 1952 et le 29 octobre 1955, il est rebaptisé Slava le 3 août 1957 après que Vyacheslav Molotov soit tombé en disgrâce auprès de Nikita Khrouchtchev. Il a été reclassé en tant que croiseur d'entraînement le 3 août 1961 et déployée en Méditerranée du 5 au 30 juin 1967 pour montrer le soutien soviétique à la Syrie pendant la guerre des Six jours. Il retourna en Méditerranée entre septembre et décembre 1970 où il assista le destroyer de classe Kotline Bravyi après la collision de ce dernier avec le porte-avions HMS Ark Royal le 9 novembre 1970. Il fut vendu à la ferraille le 4 avril 1972.
Le Kalinin est mis en réserve le 1er mai 1956, et est rétabli sur la liste de la marine russe le 1er décembre 1957 avant d'être désarmé et transformée en caserne flottante le 6 février 1960. Il est vendu à la ferraille le 12 avril 1963. 

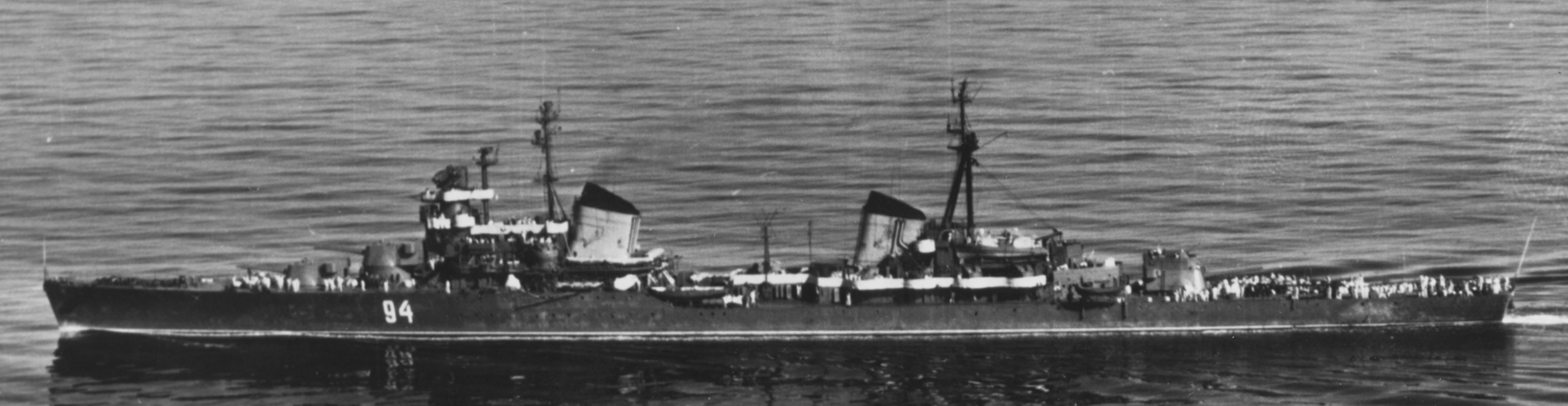
Le croiseur Petropavlovsk en septembre 1958

Le Kaganovitch est rebaptisé Lazar Kaganovitch le 3 août 1945 pour le distinguer du frère disgracié de Lazar, Mikhail Kaganovitch. Il a été rebaptisé Petropavlovsk le 3 août 1957 après que Lazare Kaganovitch a été purgé du gouvernement après un coup d'État infructueux contre Nikita Khrouchtchev la même année. Sa superstructure a été gravement endommagée par un typhon Force 12 le 19 septembre 1957 et il a été jugé non économique de le réparer et donc vendu à la ferraille le 6 février 1960.

## Développement du projet 26

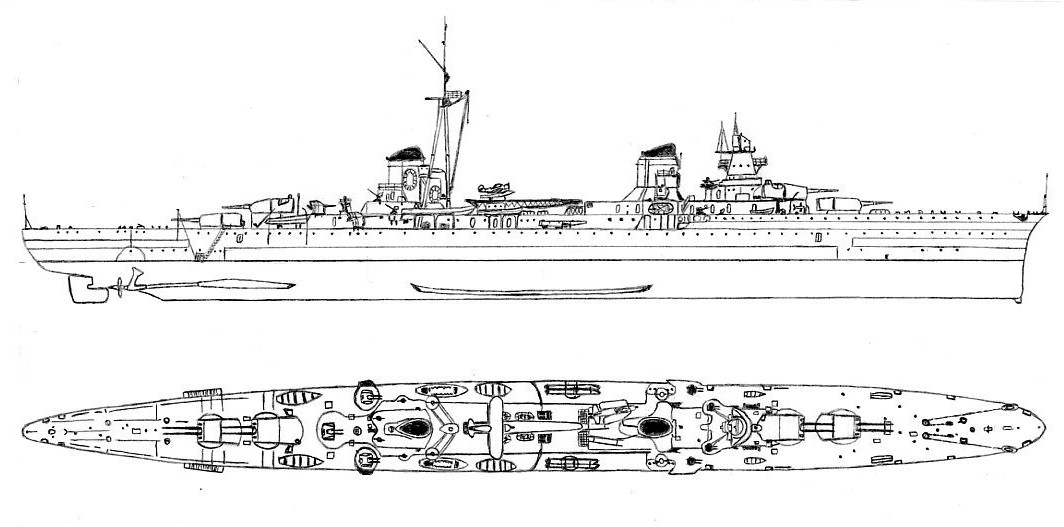
Plan du croiseur italien Raimondo Montecuccoli à l'origine des plans du projet 26

À la suite de la révolution d'octobre et de la guerre civile russe qui a suivi, l'industrie soviétique n'était pas capable de concevoir par elle-même de grands navires de guerre complexes et a demandé l'aide de l'étranger. La société italienne Ansaldo a fourni les plans pour des croiseurs contemporains de la classe Raimondo Montecuccoli. Un projet déplaçant 7 200 tonnes (7 086 tonnes longues) et armée de six canons de 180 millimètres (7,1 pouces) dans des tourelles jumelles a été conçu en 1933. Les Italiens ont garanti que le croiseur pourrait faire 37 nœuds (69 km/h) lors d'essais si la taille était maintenue sous la limite de 7 200 tonnes. Le concepteur de la nouvelle tourelle réussit à persuader ses supérieurs qu'il pouvait installer des tourelles triples sur le navire tout en le maintenant dans la limite spécifiée, et cette conception fut approuvée en novembre 1934 sous le nom de Projet 26.
Les Soviétiques en ont acheté un exemplaire et les plans des machines des derniers croiseurs de la classe Duca d'Aosta et ont eu quelques difficultés à adapter la coque plus petite pour les machines plus grandes et plus puissantes, à tel point que cela a retardé le début de construction. Un autre problème était que la conception italienne devait être adaptée pour utiliser la préférence soviétique pour un mélange de charpente longitudinale pour la charpente de la coque au milieu du navire et de charpente transversale pour les extrémités, tout en renforçant également la structure de la coque pour résister aux conditions météorologiques plus sévères que les Soviétiques ont couramment rencontrés.
Les Kirov ont été construits par paires, chaque paire incorporant quelques améliorations par rapport à la paire précédente. Ces paires ont été désignées comme le projet 26, le projet 26bis et le projet 26bis2 dans l'ordre. Les différences entre les paires étaient généralement liées à la taille, au blindage, à l'armement et aux avions embarqués.

## Construction
Alors que la quille du Vorochilov a été posé en premier au Chantier naval de la mer Noire, le Kirov était le prototype de la classe et a été achevé en premier. Ses essais ont été une déception car ses turbines de fabrication italienne présentaient initialement des défauts mineurs et il était de 1 nœud (1,9 km/h) plus lent que garanti. Les Italiens ont souligné que la garantie ne s'appliquait que si elle déplaçait 7 200 tonnes ou moins et qu'elle était en surpoids de plus de 500 tonnes (490 tonnes longues; 550 tonnes courtes). Ses tourelles ont eu de nombreux problèmes au démarrage et ont infligé plus de dégâts de souffle que prévu, ce qui a montré que le plan de soudage n'avait pas été suivi. Ses arcs de tir ont été réduits pour tenter d'atténuer le problème. Les turbines de construction soviétique du Vorochilov étaient plus puissantes que prévu, celui-ci a presque atteint sa vitesse de conception.
Les composants des navires du projet 26bis2 ont été fabriqués en Occident (Ordzhonikidze a construit ceux de Kalinin et Marty ceux de Kaganovich) et expédiés à Komsomolsk-sur-l'Amour pour l'assemblage. Ils ont été lancés depuis des cales sèches et remorqués incomplets jusqu'à Vladivostok pour y être aménagés.

## Unités
| Unité                                                                                 | Projet        | Constructeur                                      | Pose de la quille | Lancement        | Mise en service   | Statut                    |
| ------------------------------------------------------------------------------------- | ------------- | ------------------------------------------------- | ----------------- | ---------------- | ----------------- | ------------------------- |
| Kirov (Киров)                                                                         | Projet 26     | Chantier naval de la Baltique, Léningrad          | 22 octobre 1935   | 30 novembre 1936 | 26 septembre 1938 | Démoli le 22 février 1974 |
| Vorochilov (Ворошилов)                                                                | Projet 26     | Chantier naval de la mer Noire, Nikolaïev         | 15 octobre 1935   | 28 juin 1937     | 20 juin 1940      | Démoli le 2 mars 1973     |
| Maxime Gorky (Максим Горький)                                                         | Projet 26bis  | Chantier naval d'Ordjonikidze, Léningrad          | 20 décembre 1936  | 30 avril 1938    | 12 décembre 1940  | Démoli le 18 avril 1959   |
| Molotov (Молотов), renommé Slava (Слава)                                              | Projet 26bis  | Chantier naval de la mer Noire, Nikolaïev         | 14 janvier 1937   | 4 décembre 1939  | 14 juin 1941      | Démoli le 4 avril 1972    |
| Kaganovitch (Каганович), renommé Lazar Kaganovitch puis Petropavlovsk (Петропавловск) | Projet 26bis2 | Chantier naval de l'Amour, Komsomolsk-sur-l'Amour | 26 août 1938      | 7 mai 1944       | 6 décembre 1944   | Démoli le 6 février 1960  |
| Kalinine (Калинин)                                                                    | Projet 26bis2 | Chantier naval de l'Amour, Komsomolsk-sur-l'Amour | 12 août 1938      | 8 mai 1942       | 31 décembre 1942  | Démoli le 12 avril 1963   |